# Yamatokoriyama
Yamatokōriyama (大和郡山市, Yamatokōriyama-shi) is een stad in de prefectuur Nara op het Japanse eiland Honshu. De stad heeft een oppervlakte van 42,68 km² en 90.391 inwoners (2007).
De stad ligt in het noordelijk deel van het Nara basin. De rivieren Saho en Tomio stromen door de stad. In de stad zijn veel vijvers te vinden met goudvissen.

## Geschiedenis
Yamatokōriyama werd een stad (shi) op 1 januari 1954.

## Economie
Yamatokōriyama is bekend door de koi-kwekerij. Al tijdens de Edoperiode begonnen samurai deze vissen als nevenactiviteit te kweken. De koi-kwekerij in Yamatokōriyama is de grootste in Japan, al loopt de omvang enigszins terug door gebrek aan belangstelling van de jongere generaties.

## Verkeer
Wegen: 

Yamatokoriyama ligt aan de Nishi-Meihan-autosnelweg en aan de Keinawa-autosnelweg.
De stad ligt tevens aan de volgende autowegen :
- Autoweg 24 (richting Kyoto en Wakayama)
- Autoweg 25

Trein:

- JR West: Kansai-lijn
  - Station Kōriyama – Station Yamato-Koizumi
- Kintetsu: Kashihara-lijn
  - Station Kujō - Station Kintetsu-Kōriyama – Station Tsutsui – Station Hirahata - Station Family-Kōemmae

## Bezienswaardigheden
De kern Hieda, ten oosten van de Saho, is bekend door de oude gebouwen die door grachten zijn omringd.
- Het kasteel van Kōriyama
- Shinto jinja
  - Himeta jinja
  - Yanagisawa jinja
  - Kasuga jinja
  - Koizumi jinja
- Boeddhistische tempels
  - Matsuo tempel
  - Yata tempel (ook bekend als Kongōsen-ji)
  - Jikou tempel
  - Kyūshou tempel
  - Kakuan tempel

## Stedenband
Yamatokōriyama heeft een stedenband met
- Kofu, hoofdstad van de prefectuur Yamanashi.